# 대청로 (부산)
대청로(大廳路)는 부산광역시 서구 부민동1가 부민사거리부터 중구 중앙동5가 연안부두삼거리까지 잇는 부산광역시의 도로이다. 대청동을 지나기 때문에 대청로라 명명되었으며 전 구간 부산광역시도 제6301호선으로 지정되어 있다.

## 연혁
- 2009년 7월 8일 : 2개 이상 구·군에 걸쳐 있는 도로로 대청로를 고시[1]

## 경유지
부산광역시
- 서구 - 중구

## 노선
| 이름                  | 접속 노선                                                                  | 소재지                | 소재지                | 비고                  |
| 임시수도기념로와 직결 | 임시수도기념로와 직결                                                      | 임시수도기념로와 직결 | 임시수도기념로와 직결 | 임시수도기념로와 직결 |
| --------------------- | -------------------------------------------------------------------------- | --------------------- | --------------------- | --------------------- |
| 부민사거리            | 국도 제2호선 국도 제77호선 부산광역시도 제5101호선 (구덕로) 임시수도기념로 | 부산광역시            | 서구                  |                       |
| 부민 교차로           | 부산광역시도 제51호선 (보수대로)                                           | 부산광역시            | 서구                  |                       |
| 부민 교차로           | 부산광역시도 제51호선 (보수대로)                                           | 부산광역시            | 중구                  |                       |
| 보수사거리            | 부산광역시도 제5103호선 (흑교로)                                           | 부산광역시            |                       |                       |
| 대청사거리            | 중구로                                                                     | 부산광역시            |                       |                       |
| 용두산어귀삼거리      | 용두산길                                                                   | 부산광역시            |                       |                       |
| 부산우체국 교차로     | 국도 제7호선 부산광역시도 제61호선 (중앙대로)                              | 부산광역시            |                       |                       |
| 연안부두삼거리        | 부산광역시도 제63호선 (대교로)                                             | 부산광역시            |                       |                       |

## 주요 건물 및 시설
- 창선119안전센터 (부산광역시 중구 대청로 68-1)
- 부산근대역사관 (부산광역시 중구 대청로 104)